# Asterix & Obelix XXL
Asterix & Obelix XXL – komputerowa przygodowa gra akcji opracowana przez Étranges Libellules i wydana przez Atari w 2004 roku.

## Fabuła
Akcja gry rozpoczyna się w galijskiej wiosce znanej z komiksów Asteriks. Asterix i Obelix idą do lasu polować na dziki, gdy nagle rozpętana zostaje burza. Piorun powala drzewo. Przestraszony pies Idefiks ucieka. Gdy Obelix idzie go szukać, Asterix zauważa płomienie w wiosce. Kiedy mniejszy z Gallów  przybywa na miejsce, spotyka rzymskiego szpiega, który chce zemścić się na swoim pracodawcy za to, że tamten go oszukał. Szpieg deklaruje pomoc Asteriksowi i Obeliksowi. W wiosce Asterix znajduje grupę Rzymian, którą pokonuje. Gdy idzie dalej, dołącza do niego Obelix, a później odnajduje się Idefiks. Następnie dowiadują się od byłego szpiega, że mieszkańcy wioski zostali porwani przez Rzymian. Dalej wędrują przez las i pokonują następne grupy rzymskich żołnierzy. W końcu znajdują uwięzionego druida Panoramiksa i uwalniają go. Ten mówi im, że gdy był uwięziony, podsłuchał plany Cezara, który wysłał pozostałych mieszkańców do różnych części Imperium Rzymskiego. Wówczas Panoramiks wraca do wioski, a Asterix i Obelix wyruszają na ratunek porwanym przyjaciołom.

## Rozgrywka
Gra jest podzielona na sześć etapów, rozgrywających się w 5 prowincjach rzymskich: Galii, Normandii, Grecji, Helwecji, Egipcie, a kończy się w Rzymie.
W każdym etapie celem gracza jest uwolnienie uwięzionych mieszkańców wioski; gracz po drodze pokonuje wrogów i korzysta z pomocnych rad zaprzyjaźnionego szpiega. Najczęściej sterować przyjdzie nam Asteriksem. Są jednak sytuacje, kiedy pokierować trzeba Obeliksem (np. przy przeciąganiu dużych ciężarów czy rozbijaniu metalowych skrzyń). Podczas walki z wrogami można także skorzystać z pomocy Idefiksa, który ugryzie wroga. Wówczas traci on broń, przez co łatwiej można go pokonać. Na koniec każdego etapu uwolnieni mieszkańcy odkrywają graczowi fragment mapy, gdzie zostali uwięzieni pozostali mieszkańcy.